# Municipio de Sherlock
El municipio de Sherlock (en inglés: Sherlock Township) es un municipio ubicado en el condado de Finney en el estado estadounidense de Kansas. En el año 2010 tenía una población de 2789 habitantes y una densidad poblacional de 6,64 personas por km².

## Geografía
El municipio de Sherlock se encuentra ubicado en las coordenadas 37°56′43″N 101°2′53″O / 37.94528, -101.04806. Según la Oficina del Censo de los Estados Unidos, el municipio tiene una superficie total de 419.72 km², de la cual 419,39 km² corresponden a tierra firme y (0,08 %) 0,32 km² es agua.

## Demografía
Según el censo de 2010, había 2789 personas residiendo en el municipio de Sherlock. La densidad de población era de 6,64 hab./km². De los 2789 habitantes, el municipio de Sherlock estaba compuesto por el 87,77 % blancos, el 0,43 % eran afroamericanos, el 0,57 % eran amerindios, el 0,36 % eran asiáticos, el 8 % eran de otras razas y el 2,87 % eran de una mezcla de razas. Del total de la población el 29,29 % eran hispanos o latinos de cualquier raza.